# Жданка (приток Пахры)
Жда́нка — река в Московской области России, правый приток Пахры.
Протекает по территории Раменского района и городского округа Домодедово. Притоки — Мураниха (левый) и Щадра (правый).
Рядом с рекой расположены населённые пункты — Малое Саврасово, Большая Володарка, Плетениха, Новлянское, Яковлевское, Ждановское, Сельвачево, Шувайлово, а также два погоста — Рождественский и Георгиевский. В верховьях реки сооружено Ждановское водохранилище.
Длина — 12 км, площадь водосборного бассейна — 72,4 км². Равнинного типа. Питание преимущественно снеговое. Замерзает обычно в середине ноября, вскрывается в середине апреля.
Жданка протекает в живописной долине, которую окружают луга, поля, берёзовые и осиновые рощи.